# كريس أندرسون (لاعب غولف)
كريس أندرسون (بالإنجليزية: Chris Anderson)‏ هو لاعب غولف أمريكي، ولد في 11 ديسمبر 1970 في ويست كوفينا في الولايات المتحدة.

## وصلات خارجية
- كريس أندرسون على موقع رابطة لاعبي الغولف المحترفين (الإنجليزية)